# Khả hãn
| Khả hãn ᠬᠠᠭᠠᠨ         |             |
| Tiếng Turk cổ         |             |
| phiên âm:             | [ 1 ] [ 2 ] |
| phiên âm Latinh:      | kaγan       |
| Tiếng Thổ Nhĩ Kỳ      |             |
| phiên âm Latin:       | kağan       |
| Tiếng Nga             |             |
| phiên âm chữ Kirin:   | каган       |
| phiên âm Latinh:      | kagan       |
| Tiếng Mông Cổ         |             |
| phiên âm Kyril:       | хаан        |
| phiên âm Latinh:      | khaan       |
| Tiếng Hungary         |             |
| phiên âm Latinh:      | kagán       |
| Tiếng Trung           |             |
| giản thể:             | 可汗        |
| bính âm:              | kèhán       |
| Tiếng Ba Tư           |             |
| phiên âm tiếng Ba Tư: | خاقان       |
| Tiếng Việt            |             |
| Chữ Hán:              | 可汗        |
| Quốc ngữ:             | Khả Hãn     |

Khả hãn (chữ Mogol cổ: ᠬᠠᠭᠠᠨ хаан; Tiếng anh: Khagan), hoặc Khắc hãn, Đại hãn, là một tước hiệu thủ lĩnh cao nhất trong ngôn ngữ Mông Cổ và Turk (Đột Quyết), được xem là người đứng đầu của đế quốc. Mặc dù theo thói quen, nhiều vị Khả hãn Mông Cổ vẫn được gọi tước vị ngắn gọn là Hãn nhưng trên thực tế tước vị Khả hãn Mông Cổ cao hơn, được xem là Hãn của các Hãn.

## Từ nguyên
Tước hiệu Khả hãn được ghi nhận lần đầu tiên vào khoảng giữa những năm 283 đến 289, khi thủ lĩnh bộ tộc Tiên Ti là Mộ Dung Thổ Cốc Hồn (Murong Tuyuhun) trong nỗ lực tìm cách thoát khỏi quyền kiểm soát của em trai mình là Mộ Dung Hối, đã dẫn theo các thuộc hạ của mình từ Liêu Đông đến vùng sa mạc Ordos để lập quốc gia riêng, lấy tên là Thổ Cốc Hồn (Tuyuhun). Theo lời thuộc hạ, ông đã lấy tước hiệu là Khả hãn để thể hiện sự khác biệt với em mình đang cai quản vương quốc Tiền Yên ở phía đông.
Người Nhu Nhiên được cho là người đầu tiên sử dụng tước hiệu Khả hãn lẫn Hãn, thay cho tước hiệu Thiền vu của người Hung Nô, được cho là ảnh hưởng bởi tiếng Turk. Tuy nhiên, một số học giả lại cho rằng người Nhu Nhiên chính là một trong những bộ tộc Mông Cổ trước thời Thành Cát Tư Hãn.

## Khả hãn Mông Cổ

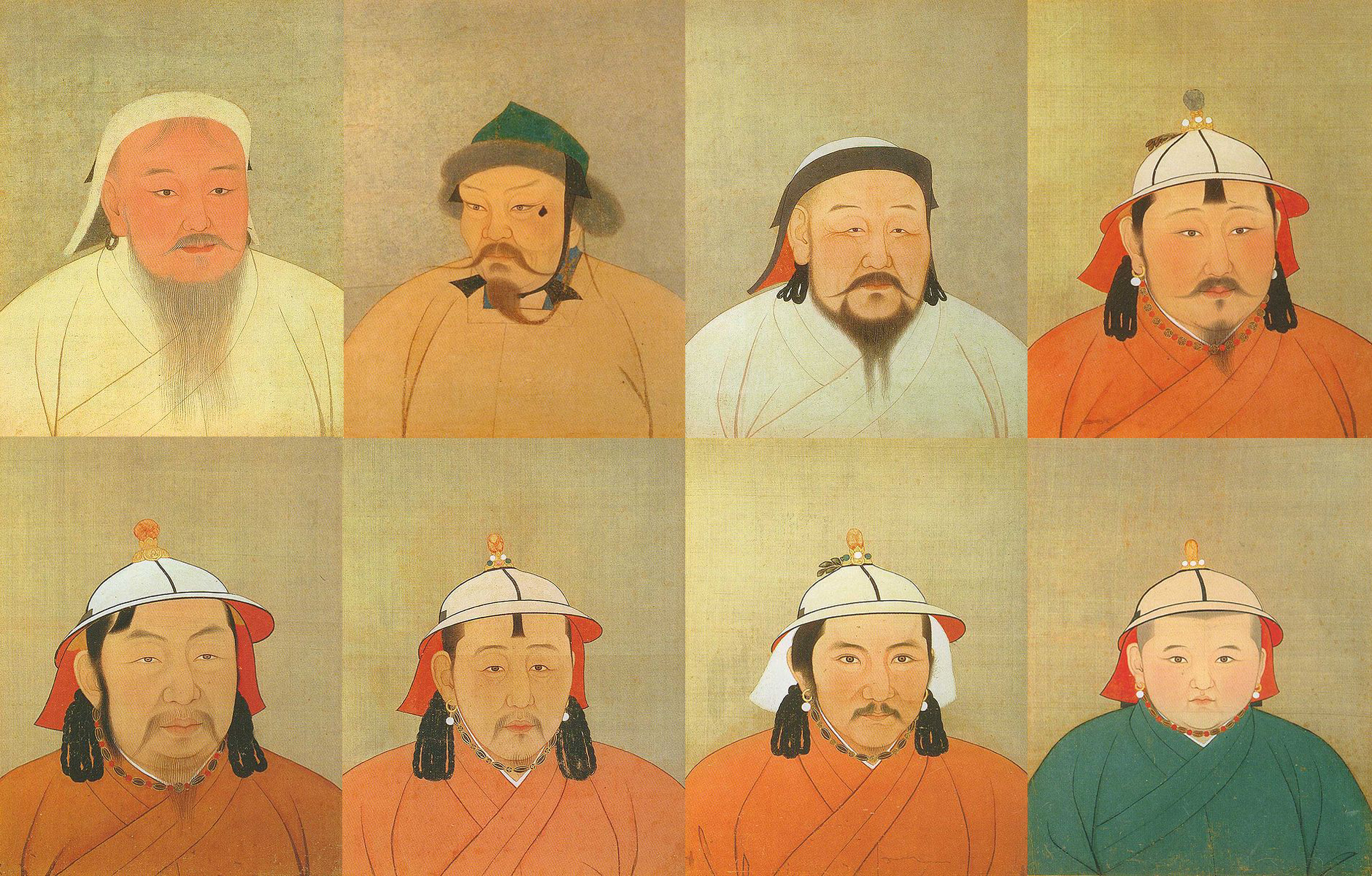
Ảnh 8 trong số 15 Khả hãn của Đế chế Mông Cổ.

Trong ngôn ngữ Mông Cổ, tước hiệu Khả hãn được phân biệt rất rõ với tước hiệu Hãn. Chỉ có Thành Cát Tư Hãn và con cháu thừa kế của ông ta mới được sử dụng tước hiệu Khả hãn. Các thủ lĩnh Mông Cổ khác chỉ được dùng tước hiệu Hãn mà thôi.
| Sửa | Khả hãn của Đế quốc Mông Cổ |
| Thành Cát Tư Hãn (1206-1227) \| Đà Lôi (nhiếp chính) (1227-1229) \| Oa Khoát Đài (1229-1241) \| Nãi Mã Chân (nhiếp chính) (1241-1245) \| Quý Do (1246-1248) \| Hải Mê Thất (nhiếp chính) (1248-1251)\| Mông Kha (1251-1259) \| Hốt Tất Liệt (1260-1294) |                             |

## Khả hãn Trung Hoa
Hoàng đế Đường Thái Tông sau khi chinh phạt người Đột Quyết (Göktürks) thành công, đã được người Đột Quyết tôn phong là Thiên Khả hãn. Một số tài liệu còn cho rằng Đường Thái Tông còn được phong là Khả hãn của người Turk từ năm 665 đến 705.